# Ionenselektive Elektrode

Schema des Messaufbaus mit einer ionenselektiven Elektrode: mit einem empfindlichen Spannungsmessgerät wird die Spannung gegen eine Bezugselektrode gemessen.

Eine ionenselektive Elektrode, auch ionenspezifische oder ionensensitive Elektrode (ISE) genannt, dient als Sensor für die Konzentration oder genauer die Aktivität eines bestimmten gelösten Ions.
Für die Messung taucht man die ionenselektive Elektrode und eine zweite Elektrode, die Bezugselektrode, in die Messlösung und misst die Spannung zwischen ihnen. Daraus lässt sich die gesuchte Konzentration bestimmen.
Die Messgröße ist also eine konzentrationsabhängige Spannung gegen die Bezugselektrode. Diese Spannung hängt nach der Nernstgleichung logarithmisch von der Aktivität des betreffenden Ions ab.
Die bekannteste ionenselektive Elektrode ist die pH-Elektrode, die auf Protonen (Wasserstoff- oder Hydroniumionen) anspricht.
Ionenselektive Elektroden werden in vielen Bereichen eingesetzt, z. B. in der analytischen Chemie einschließlich der Umweltanalytik, in biochemischer und biophysikalischer Forschung und in industriellen Prozessen. Es wird geschätzt, dass in klinischen Laboratorien jedes Jahr weit über eine Milliarde Analysen mit ionenselektiven Elektroden ausgeführt werden, so dass die medizinische Untersuchungen heute die wichtigste Routineanwendung von ionenselektiven Elektroden sind.

## Vorteile
- Messungen mit ionenselektiven Elektroden sind schnell – sie dauern nur Sekunden bis wenige Minuten – und einfach, z. B. im Vergleich mit Titrationen.
- Die Messung der Konzentration kann kontinuierlich erfolgen. Immer dann, wenn eine lückenlose Aufzeichnung und/oder eine schnelle Regelung erfolgen soll, haben ionenselektive Elektroden einen Vorteil im Vergleich zu diskontinuierlichen Messverfahren.
- Auch wenn die Messlösung eventuell gepuffert werden muss, werden für die eigentliche Analyse keine Reagenzien benötigt, im Gegensatz zu Titrationen oder zu vielen photometrischen Verfahren. Das trägt dazu bei, dass das Verfahren relativ preisgünstig bleibt.
- Ein System aus ionenselektiver Elektrode und Bezugselektrode liefert eine Spannung als Messgröße; dies eignet sich gut für die weitere elektronische Verarbeitung.
- Viele Messungen können direkt in biologischen Flüssigkeiten wie Pflanzensaft, Blut oder Urin durchgeführt werden. Zumeist braucht vor der Analyse keine Trennung zu erfolgen, d. h. zeitraubende Schritte wie Filtration, Destillation oder Fällung sind nicht nötig. Trübungen oder Färbungen stören in der Regel nicht, im Gegensatz zu photometrischen Verfahren.
- Die Elektroden können zwar verschmutzen, zeigen aber ansonsten keinen Verschleiß und können daher im besten Falle jahrelang ohne Wartung verwendet werden.
- Im Vergleich zu vielen Analyseautomaten wie z. B. Titratoren sind ionenselektive Elektroden preiswert.
- Viele Geräte sind portabel und können nicht nur im Labor, sondern auch im Feld verwendet werden.
- Die Analysen können in einem sehr weiten Konzentrationsbereich ausgeführt werden, oft z. B. von 1 · 10−6 mol/l bis 0,1 mol/l, manchmal auch bis zur Sättigungsgrenze des Ions. Für mindestens 12 Ionen gibt es selektive Elektroden, deren Detektionslimit im Bereich 10−8 mol/l bis 10−11 mol/l oder noch darunter liegt.[3]

## Wichtige bestimmbare Ionen
Es gibt ionenselektiven Elektroden für mehr als 50 zu bestimmende Ionen. Für die Anwendungspraxis besonders wichtig sind die kommerziell erhältlichen, die für die folgenden Ionen verfügbar sind:

### Kationen
- einwertige Kationen M1+: Protonen H+ bzw. pH, Natrium Na+, Kalium K+, Silber Ag+, Ammonium NH4+
- zweiwertige Kationen M2+: Kupfer Cu2+, Blei Pb2+, Calcium Ca2+, Cadmium Cd2+, Barium Ba2+

### Anionen
- Halogenid:        Fluorid F−, Chlorid Cl−, Bromid Br−, Iodid I−,
- Sonstige:     Sulfid HS−/S2−, Cyanid CN−, Nitrat NO3−, Perchlorat ClO4−, Fluoroborat BF4−, Thiocyanat SCN−

Die klinisch wichtigen Ionen, die mit ionenselektiven Elektroden bestimmt werden, sind H+, Na+, K+, Ca2+ und Cl−.

## Messaufbau
Das zentrale Bauteil ist die ionenselektive Membran, die eine im Elektrodengehäuse enthaltene Elektrode von der zu bestimmenden Lösung trennt. 

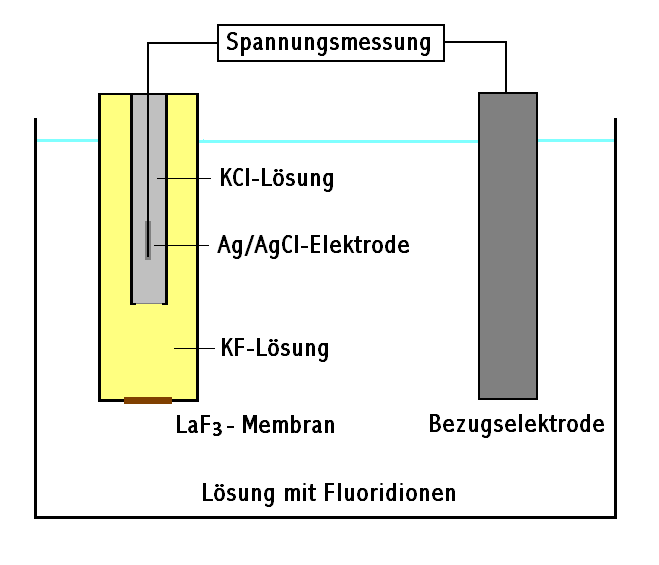
Schema des Messaufbaus mit einer ionenselektiven Elektrode, hier einer Fluoridelektrode

## Membrantypen
Die Zusammensetzung der ionenselektiven Membran variiert je nach zu bestimmendem Ion. Die wichtigsten Membrantypen sind nachfolgend beschrieben.

### Glasmembranen
Glasmembranen haben meist eine hervorragende chemische Beständigkeit und werden vor allem für pH-Elektroden (siehe Glaselektrode) und natriumselektive Elektroden verwendet.

### Kristalline Membranen
Kristalline Membranen können polykristallin oder aus einem Einkristall hergestellt sein. Für die meisten Fluoridelektroden werden Einkristallmembranen aus Lanthanfluorid verwendet.

### Polymerbasierte Membranen
Polymerbasierte Membranen können aus einem Ionenaustauscherharz bestehen. Ein Beispiel ist die kaliumselektive Elektrode, die Valinomycin als Ionentransporter (Ionophor) enthält.

## Querempfindlichkeit
Die ideale ionenselektive Elektrode wäre ionenspezifisch, d. h., sie würde nur auf das zu bestimmende Ion ansprechen, aber nicht auf andere Ionen.
In der Praxis haben ionenselektive Elektroden jedoch oft eine Querempfindlichkeit gegenüber anderen Ionen. Beispielsweise reagieren viele pH-Elektroden nicht nur auf Protonen, sondern auch gegenüber hohen Konzentrationen an Natriumionen, vor allem bei hohen pH-Werten; Fluoridelektroden sind auch gegenüber Hydroxidionen empfindlich. Daher empfiehlt die IUPAC, den Begriff „ionenspezifisch“ nicht zu verwenden.
Eine ionenselektive Elektrode ist also in den seltensten Fällen vollständig ionenspezifisch, und mögliche Quereinflüsse anderer Ionen müssen daher für genaue Analysen berücksichtigt werden.
Eine quantitative Beschreibung kann mit der Nicolsky-Eisenman-Gleichung erfolgen:
{\displaystyle E=E^{\circ }+{\frac {R\cdot T}{z_{\mathrm {A} }\cdot F}}\cdot \ln[a_{\mathrm {A} }+\sum _{\mathrm {B} }(K_{\mathrm {A,B} }^{\mathrm {pot} }\cdot a_{\mathrm {B} }^{\frac {z_{A}}{z_{B}}})]}
mit
- dem Elektrodenpotential {\displaystyle E}
- der Gaskonstante {\displaystyle R}
- der absoluten Temperatur {\displaystyle T}
- der Äquivalentzahl {\displaystyle z}
- der Faraday-Konstante {\displaystyle F}
- dem natürlichen Logarithmus {\displaystyle \ln }
- der Aktivität {\displaystyle a}
- den Selektivitätskoeffizienten {\displaystyle K_{\mathrm {A,B} }^{\mathrm {pot} }}.

Beispiele für die Selektivitätskoeffizienten {\displaystyle K_{\mathrm {A,B} }^{\mathrm {pot} }} findet man in.

## Historisches
Der prinzipielle Aufbau von ionenselektiven Elektroden und die Konzentrationsabhängigkeit der Spannung waren schon in der ersten Hälfte des 20. Jahrhunderts bekannt: Zygmunt Klemensiewicz hatte im Labor von Fritz Haber das Prinzip der pH-Elektrode gefunden, und Izaak Kolthoff hatte Zellen mit Silberhalogenidmembranen untersucht.
Zur praktischen Anwendung der Glaselektrode kam es aber erst, nachdem verbesserte Formen und Gläser verwendet wurden, und nachdem Arnold Orville Beckman ein empfindliches Spannungsmessgerät entwickelt hatte.
Die gezielte Entwicklung und Anwendung anderer ionenselektiven Elektroden fand erst in den 1950er und 1960er Jahren statt, z. B. wurde 1957 eine Natriumelektrode bekanntgegeben. 1962 gründete der Glashersteller Corning die Firma Orion Research zur Entwicklung neuer Elektroden. Diese stellte 1966 eine Calcium- sowie eine Fluoridelektrode vor und hatte 1967 neun verschiedene Elektroden im Programm (für Ag+, Ca2+, Cu2+, F−, Br−, I−, ClO4−, NO3− und S2−).